# Гімн Угорщини
Державний гімн Уго́рщини — композиція «Himnusz» (у перекладі «Гімн»), також відома за першим рядком як «Isten, áldd meg a magyart» («Боже, благослови угорця»).
Автор слів — Ференц Кельчеї (Kölcsey Ferenc). Автор музики — Ференц Еркель (Erkel Ferenc).

## Історія
Текст написав Ференц Кельчеї 1823 року, музику Ференц Еркель 1844-го. Починається гімн зі слів «Боже, благослови угорців», тому його часто трактували як «молитва». Пісня стала одним із неформальних національних гімнів угорців у складі Австро-Угорщини і в пізніші часи; за комуністичної влади виконувалася без слів, у яких згадувалося про Бога. Із 1998 року, після падіння комуністичного режиму, «Гімн» був офіційно занесений у Конституцію Угорщини як державний гімн країни.

## Угорський текст
A magyar nép zivataros századaiból
Isten, áldd meg a magyart

Jó kedvvel, bőséggel,

Nyújts feléje védő kart,

Ha küzd ellenséggel;

Bal sors akit régen tép,

Hozz rá víg esztendőt,

Megbűnhődte már e nép

A múltat s jövendőt!
Őseinket felhozád

Kárpát szent bércére,

Általad nyert szép hazát

Bendegúznak vére.

S merre zúgnak habjai

Tiszának, Dunának,

Árpád hős magzatjai

Felvirágozának.
Értünk Kunság mezein

Ért kalászt lengettél,

Tokaj szőlővesszein

Nektárt csepegtettél.

Zászlónk gyakran plántálád

Vad török sáncára,

S nyögte Mátyás bús hadát

Bécsnek büszke vára.
Hajh, de bűneink miatt

Gyúlt harag kebledben,

S elsújtád villámidat

Dörgő fellegedben,

Most rabló mongol nyilát

Zúgattad felettünk,

Majd töröktől rabigát

Vállainkra vettünk.
Hányszor zengett ajkain

Ozman vad népének

Vert hadunk csonthalmain

Győzedelmi ének!

Hányszor támadt tenfiad

Szép hazám, kebledre,

S lettél magzatod miatt

Magzatod hamvvedre!
Bújt az üldözött, s felé

Kard nyúlt barlangjában,

Szerte nézett s nem lelé

Honját e hazában,

Bércre hág és völgybe száll,

Bú s kétség mellette,

Vérözön lábainál,

S lángtenger fölette.
Vár állott, most kőhalom,

Kedv s öröm röpkedtek,

Halálhörgés, siralom

Zajlik már helyettek.

S ah, szabadság nem virul

A holtnak véréből,

Kínzó rabság könnye hull

Árvák hő szeméből!
Szánd meg Isten a magyart

Kit vészek hányának,

Nyújts feléje védő kart

Tengerén kínjának.

Bal sors akit régen tép,

Hozz rá víg esztendőt,

Megbűnhődte már e nép

A múltat s jövendőt!
(Cseke, 1823. jan. 22.)

## Інциденти
21 листопада 2020 року на Закарпатті українські новообрані нардепи виконали гімн Угорщини під час сесії однієї з ОТГ.  1 грудня Служба безпеки України заявила, що перевіряє інформацію про виконання гімну Угорщини депутатами Сюртівської сільської об’єднаної територіальної громади на Закарпатті. Перед тим депутати з фракції «Слуга народу» Віталій Безгін та Олександр Корнієнко заявили про те, що проситимуть Офіс генпрокурора та СБУ розслідувати ймовірне скоєння новообраними депутатами незаконних дій і проситимуть розпочати досудове розслідування. 2 грудня парламентський комітет з питань національної безпеки, оборони та розвідки мав заслухати на своєму засіданні представників СБУ про ситуацію на Закарпатті. Пізніше посольство Угорщини в Україні заявило, що це була "молитва", а не "гімн".